# Sugar Pine 7
Sugar Pine 7 é uma empresa norte-americana de entretenimento fundada por Steven Suptic, Clayton "Cib" James e James DeAngelis em 2017. O principal produto da empresa é o Alternative Lifestyle, uma websérie no estilo mocumentário inspirada em vlog na qual o elenco atua como versões exageradas deles próprios, além de uma história derivada da série intitulada Lifestyle Classic e um podcast chamado Beyond the Pine. Em novembro de 2017, o canal no YouTube alcançou um milhão de inscritos e mais de 60 milhões de visualizações nos vídeos.

## História
Steven Suptic conheceu Clayton "Cib" James em 2012, e os dois se tornaram amigos. Mais tarde, ele conheceu James DeAngelis e a editora Autumn Farrell, ainda enquanto trabalhava no SourceFed. Após o cancelamento do SourceFed no começo de 2017, Suptic começou uma websérie no seu canal pessoal do YouTube e a batizou de Alternative Lifestyle. Posteriormente, ele co-fundou o Sugar Pine 7 com "Cib" e DeAngelis, que haviam se tornado membros do elenco regular da série. A respeito do estilo do programa, Suptic descreveu o Alternative Lifestyle como um "comédia narrada em freeze-frame, hiper-surrealista e baseada em improvisação que utiliza o formato do vlog como veículo para contar uma história focada em personagens". O nome "Sugar Pine 7" refere-se ao chalé no qual o grupo ficou hospedado. Após trabalhar de forma independente por alguns meses, o Sugar Pine 7 tornou-se parte da família de canais do Rooster Teeth conhecida como a LetsPlay Network.
Em 2017, o Alternative Lifestyle do Sugar Pine 7 ganhou o Streamy Awards de Show do Ano. Eles também participaram da RTX Austin, em 2017, e da RTX Sydney, em 2018. No final de 2017, o grupo lançou o primeiro curta-metragem, intitulado The Woods, uma "história brega de horror." Kyle Kizu do The Daily Californian considerou o Sugar Pine 7 "o ápice da criação de conteúdo para o YouTube."
Em 24 de janeiro de 2018, foi anunciado que o Sugar Pine 7 seria comprado por seis bitcoins pelo Rooster Teeth, que está atualmente finalizando a compra.